# Tomb Raider II
"Tomb Raider II" este un joc video de acțiune-aventură dezvoltat de Core Design și publicat de Eidos Interactive. Lansat în 1997, acesta este al doilea titlu din seria „Tomb Raider” și continuă aventurile iconicei protagoniste Lara Croft, o arheoloagă britanică faimoasă pentru explorările sale periculoase și descoperirile antice. "Tomb Raider II" a fost un succes comercial și de critică, consolidând statutul seriei și influențând multe jocuri ulterioare.

## Poveste
În "Tomb Raider II", Lara Croft pornește într-o călătorie globală pentru a găsi Pumnalul lui Xian, un artefact chinez legendar care conferă puterea dragonului celui care îl înfige în inima sa. Povestea începe în China, unde Lara descoperă indicii care o duc într-o serie de locații diverse și exotice, incluzând Veneția, o platformă petrolieră în marea Adriatică, o bază submarină și Tibetul. În cursul aventurii sale, Lara se confruntă cu diverse personaje ostile, inclusiv membri ai unei secte străvechi conduse de Marco Bartoli, care doresc și ei să pună mâna pe Pumnalul lui Xian.

## Gameplay
"Tomb Raider II" extinde și îmbunătățește mecanicile de joc ale predecesorului său. Jocul menține perspectiva third-person și accentul pe explorare, rezolvarea de puzzle-uri și lupte. Printre noutățile notabile se numără:
- Vehicule: Lara poate folosi diverse vehicule, cum ar fi bărcile cu motor și snowmobile, pentru a naviga prin anumite niveluri.
- Arme și echipamente noi: Jocul introduce noi arme precum arbaleta, lansatorul de rachete și MP5, oferindu-i Larei mai multe opțiuni pentru a face față inamicilor.â
- Mișcări și abilități noi: Lara poate acum să efectueze mișcări suplimentare, inclusiv salturi mai complexe și posibilitatea de a înota sub apă pentru perioade mai lungi.
- Grafica îmbunătățită: "Tomb Raider II" beneficiază de un motor grafic îmbunătățit, cu medii mai detaliate și modele de personaje mai bine definite.

### Locații
Jocul se remarcă prin varietatea și complexitatea locațiilor pe care Lara le explorează:
- Marele Zid Chinezesc: Prima etapă a jocului, unde Lara începe căutarea Pumnalului lui Xian.
- Veneția: Un nivel urban complex cu canale și clădiri elaborate.
- Platforma petrolieră: Include nivele pe o platformă maritimă și o bază submarină.
- Tibet: Aici, Lara explorează mănăstiri, peșteri și peisaje înghețate în căutarea unei chei către un templu secret.

### Personaje
- Lara Croft: Protagonista principală, cunoscută pentru curajul și inteligența sa.
- Marco Bartoli: Antagonistul principal, liderul unei secte care urmărește Pumnalul lui Xian.
- Membrii sectei: Diversi inamici care încearcă să oprească progresul Larei.

## Dezvoltare și Lansare

### Dezvoltarea jocului
Tomb Raider II a fost dezvoltat de echipa britanică Core Design, care a dorit să îmbunătățească formula originalului Tomb Raider. Echipa a folosit un motor grafic îmbunătățit pentru a crea medii mai detaliate și a implementat noi mecanici de joc pentru a diversifica experiența jucătorilor.

### Lansarea
Jocul a fost lansat în noiembrie 1997 pentru PlayStation și Microsoft Windows. Versiunea pentru Mac OS a urmat în 1998. Tomb Raider II a fost bine primit de critici și jucători, fiind lăudat pentru grafica sa îmbunătățită, designul nivelurilor și gameplay-ul captivant.

## Recenzii și Impact
"Tomb Raider II" a fost primit cu recenzii majoritar pozitive. Criticii au apreciat îmbunătățirile aduse mecanicilor de joc, diversitatea locațiilor și complexitatea puzzle-urilor. Totuși, unii au menționat dificultatea ridicată și frustrarea legată de controlul personajului în anumite situații.
Jocul a avut un impact semnificativ asupra genului de acțiune-aventură, influențând numeroase alte titluri și contribuind la popularizarea personajului Lara Croft, care a devenit un simbol cultural. De asemenea, succesul jocului a asigurat continuarea seriei, cu numeroase alte titluri lansate în anii ce au urmat.
Tomb Raider II a avut vânzări impresionante, contribuind semnificativ la succesul financiar al Eidos Interactive. Impactul său asupra culturii pop a fost profund, influențând filme, benzi desenate și alte forme de media.

## Moștenire
"Tomb Raider II" rămâne un punct de referință în istoria jocurilor video datorită inovațiilor sale și a impactului cultural. Aventurile Larei Croft în căutarea Pumnalului lui Xian oferă jucătorilor o experiență memorabilă plină de suspans, explorare și provocări.

Jocul este considerat un clasic al genului de acțiune-aventură și a influențat multe jocuri ulterioare. Succesul său a consolidat franciza Tomb Raider ca una dintre cele mai importante din industria jocurilor video. De asemenea, jocul a contribuit la popularizarea eroinei Lara Croft, care a devenit un simbol cultural și un model pentru personaje feminine în jocuri.
1. ↑  Humble Store
2. 1 2  redump.org
3. ↑  Steam, accesat în 31 martie 2022